# René Ménard (poète)
Pour les articles homonymes, voir René Ménard et Ménard.
René Ménard (né le 1er août 1908 à Paris et mort le 23 octobre 1980 à Fontainebleau) est un poète français.

## Biographie
C'est à peine sorti diplômé d'HEC (École des Hautes Études Commerciales, Paris) que René Ménard se dirige vers une carrière professionnelle entièrement basée à l’Office technique pour l'utilisation de l'acier (OTUA). Il y gravira les échelons jusqu'au poste de directeur général (1933-1973).
Dans le même temps, une forte attirance pour la littérature lui fait aborder le monde de la poésie.
Au début des années 1930, il écrit ses premiers poèmes et tout au long de sa vie, il s'efforcera de mener de front sa carrière professionnelle et son activité littéraire.

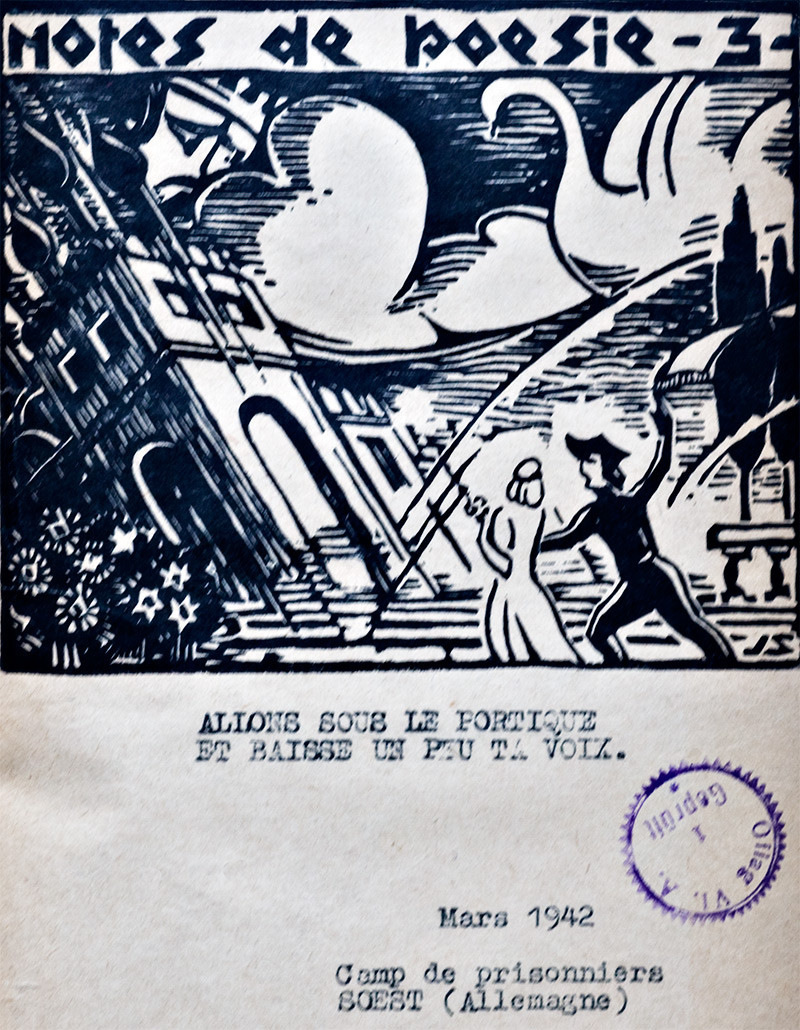
Notes de Poésie, mars 1942
Dessin, gravure: Jean Stabler
On y voit le tampon de la censure allemande

Sous-Lieutenant dans une armée française défaite, il se retrouve, de 1940 à 1945, dans un camp de prisonniers pour officiers (Oflag VI-A), près de Soest, en Allemagne. Son expérience poétique commence au cours de cette longue captivité.
En 1942, il se joint à quelques camarades partageant la même passion. Ce groupe réussit à imprimer, avec les moyens du bord, Notes de Poésie, une modeste revue mensuelle qui a pour devise : « Cahiers mensuels rédigés par quelques poètes prisonniers pour leur seul agrément et celui de leurs amis ». Ils se font envoyer de France des livres et des revues. Ils sont en contact avec  Pierre Seghers, fondateur de la revue Poésie 42, qui publie leurs poèmes.
Fin 1942, il reçoit son premier recueil de poèmes, imprimé et tiré à quelques exemplaires: La Belle des Cieux, publié aux Cahiers de Paris (il en fut rédacteur avant la guerre). Plus tard, il n'en reprendra aucun dans ses futurs recueils. De fait, les années 1950 voient son style se modifier et se détacher des influences de jeunesse. Sa poésie vient s'appuyer sur la nature et ses réalités, y découvre d'autres présences, à la rencontre d'un Dieu tout aussi solitaire.

Dans cette période, nombre de ses poèmes et essais sur la poésie paraissent dans diverses revues telles que: Empédocle (menée notamment par Albert Camus et René Char), Les Cahiers du Sud, Critique (dirigée par Georges Bataille), La Nouvelle Revue française, Cahiers internationaux du symbolisme.... Ses contacts dans le monde littéraire se multiplient. Il se lie d'amitié, notamment, avec René Char, Albert Camus, Eugène Guillevic, Jean Follain, Andrée Chédid, André Dhôtel, Gabriel Germain, Anise Koltz, le poète argentin Raúl Gustavo Aguirre...
En 1959, parait La Condition poétique dans la collection Espoir dirigée par Albert Camus chez Gallimard. Ce livre, construit autour de réflexions et de propositions adressées aux jeunes poètes et suivies de Cinq essais pour interpréter René Char, se fait remarquer dans le sens où relativement peu de poètes ont pris le temps de témoigner sur leur propre outil de pensée. Comme s'extrayant du jeu, il fait don de son expérience.
La disparition subite de son ami Albert Camus (janvier 1960) l'éloignera de la poésie pendant quelques années. Il lui rendra hommage dans le poème Nous ne savons pas le langage de la mort, titre qu'il se choisira comme épitaphe sur sa tombe.
En 1970, parait Architecte de la Solitude. Cet ouvrage réunit un choix de poèmes écrits à différentes périodes de sa vie et reçoit le prix Louise-Labé.

## Œuvres

### Recueils de poésie
- La Belle des Cieux, Ed. Cahiers de Paris, 1942
- Granit des Eaux vives, Ed. Confluences, 1945
- L'Arbre et l'Horizon, Ed. À l'Homme Méditant, 1949
- Hymnes à la Présence solitaire, Ed. Cahiers du Sud, 1951
- La Statue désertée, Hors Commerce, 1952
- La Terre tourne, Éditions Seghers, 1952
- Coriandres ou les dons du Vaucluse suivi de Conduite naturelle, Ed. Fasquelle, 1954
- Feuillage, Ed. Arts et Métiers Graphiques, 1965
- Architecte de la Solitude, Ed. Rencontres, 1970

### Essais
- La Condition poétique, coll. espoir, Ed. Gallimard, 1959
- Essai sur l'expérience poétique, Cahiers internationaux du symbolisme, 1967

### Divers
- Le Livre des Arbres, Ed. Arts et Métiers Graphiques, 1956